# Дејл Дај
Капетан Дејл Адам Дај млађи (енгл. Dale Adam Dye Jr.; Кејп Џирардо, Мисури; рођен, 8. октобра 1944), амерички је филмски и телевизијски глумац, технички саветник, радио личност и писац. Одликовани морнарички ветеран Вијетнамског рата, Дај је оснивач и шеф компаније Warriors, Inc., техничке саветодавне компаније специјализоване за приказивање реалистичне војне акције у холивудским филмовима. Дај је такође понудио своју стручност телевизији, као што су ХБО мини серије Браћа по оружју и Пацифик, и видео игрицама, укључујући серију Медал оф Онор.
Познат је и по својој сарадњи са редитељем Оливером Стоуном, са којим је имао сарадњу на седам филмова. Глумио је у многим филмовима у којима је саветовао. Неки од њих су Вод (1986), Заувек (1989), Рођен 4. јула (1989), ЏФК (1991), Под опсадом (1992), Под опсадом 2: Мрачна територија (1995), Смртоносни вирус (1995), Немогућа мисија (1996), Свемирски војници (1997),  Спашавање редова Рајана (1998), Авиони 2: Храбри ватрогасци (2014) и серијама Војни адвокати, Чак, Злочини из прошлости, Свита поред многих.